# Limnephilus sierrata
Limnephilus sierrata là một loài Trichoptera trong họ Limnephilidae. Chúng phân bố ở miền Tân bắc.